# Daqiao (sockenhuvudort i Kina, Xinjiang Uygur Zizhiqu, lat 41,63, long 81,56)
Daqiao (kinesiska: 大桥, 大桥乡) är en sockenhuvudort i Kina. Den ligger i den autonoma regionen Xinjiang, i den nordvästra delen av landet, omkring 550 kilometer sydväst om regionhuvudstaden Ürümqi. Antalet invånare är 9 963. Befolkningen består av 4 816 kvinnor och 5 147 män. Barn under 15 år utgör 22,0 %, vuxna 15-64 år 72 %, och äldre över 65 år 4,0 %.
Runt Daqiao är det ganska glesbefolkat, med 30 invånare per kvadratkilometer. Närmaste större samhälle är Qarqi, 16,5 km väster om Daqiao. Trakten runt Daqiao är ofruktbar med lite eller ingen växtlighet.
Genomsnittlig årsnederbörd är 181 millimeter. Den regnigaste månaden är juni, med i genomsnitt 36 mm nederbörd, och den torraste är december, med 5 mm nederbörd.